# Hermonassa furva
Hermonassa furva là một loài bướm đêm trong họ Noctuidae.